# NGC 3140
NGC 3140 је спирална галаксија у сазвежђу Хидра која се налази на NGC листи објеката дубоког неба.
Деклинација објекта је - 16° 37' 40" а ректасцензија 10h 9m 27,8s. Привидна величина (магнитуда) објекта NGC 3140 износи 14,2 а фотографска магнитуда 14,9. NGC 3140 је још познат и под ознакама MCG -3-26-28, PGC 29548.